# شینسوکه ناکامورا
شینسوکه ناکامورا (Shinsuke Nakamura) (زاده ۲۴ فوریه ۱۹۸۰) ورزشکار کشتی حرفه‌ای اهل ژاپن است. ناکامورا رهبر گروه Chaos در NJPW بوده است. او برنده‌ی رویال رامبل 2018 شد و در رسلمینیا 34 مقابل ای جی استایلز قرار گرفت که این مسابقه را باخت. ناکامورا قهرمان سابق کمربند NXT و کمربند U.S است او قهرمان سابق کمربند های تگ تیم اسمکدوان به همراه سزارو بود.بعد از آن ناکامورا و سزارو در یکی از شوهای اسمکدان سال2020 کمربند های تگ تیم اسمکدان را به گروه نیودی واگذار کردند.